# Ela Paul

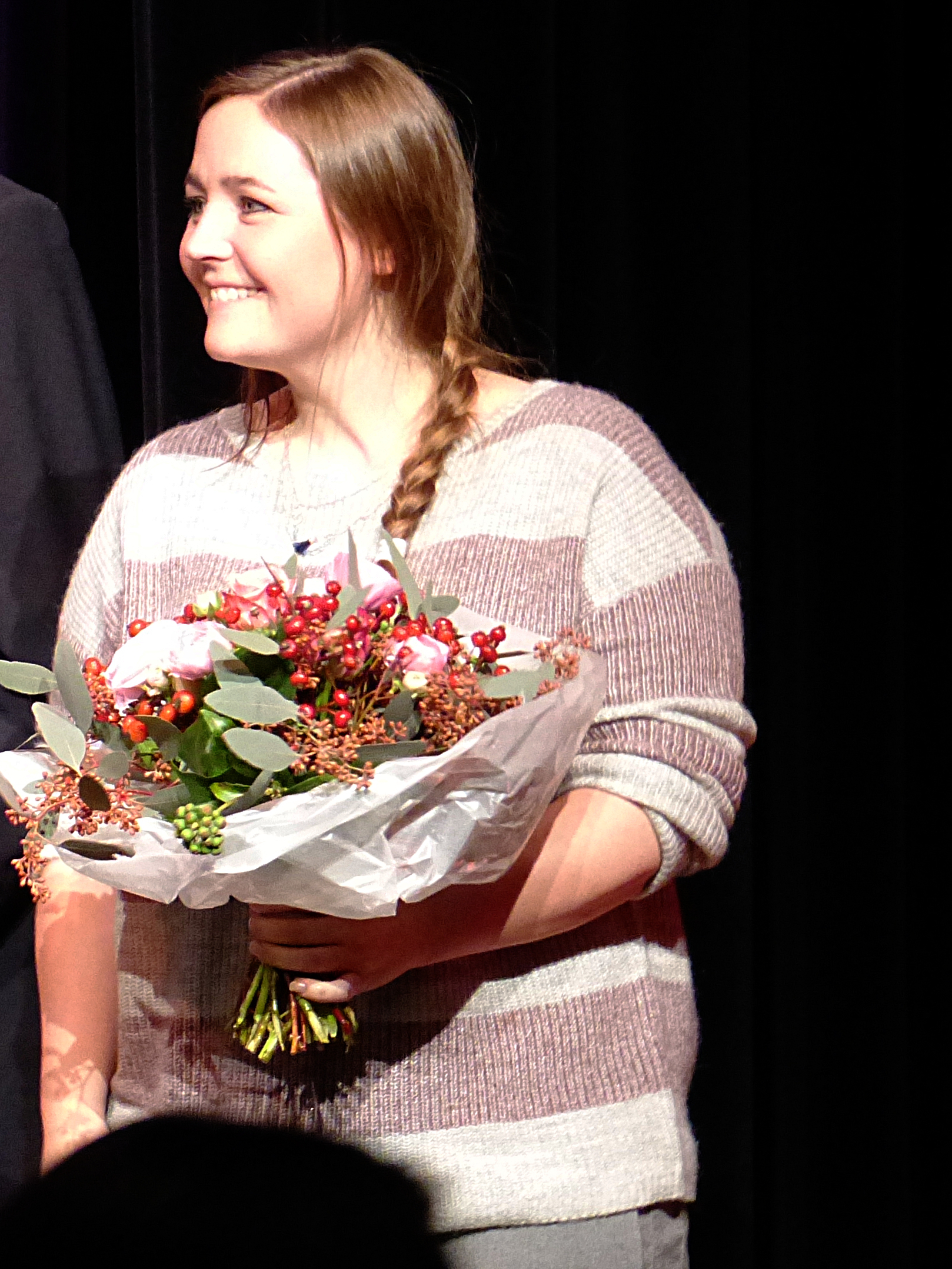
Ela Paul (2015)

Ela Paul (* 17. März 1982 in Köln, bürgerlich Daniela Förstel) ist eine deutsche Sängerin, Schauspielerin und Synchronsprecherin.

## Leben
Bekanntheit erreichte Paul durch die Band Wonderwall, mit der sie im Jahre 2002 auf Platz zwei der deutschen Charts mit Just More stand. Im Jahre 2003 erhielt die Band einen Echo als beste Newcomer-Band.
Ela Paul ist außerdem als Schauspielerin tätig. Sie absolvierte von 2005 bis 2009 ihr Schauspielstudium an der Schule des Theaters der Keller in Köln. Neben Auftritten im Kölner Theater der Keller war sie unter anderem in 4 Singles und Pastewka zu sehen. Von Januar 2011 bis Oktober 2012 spielte Paul die Rolle der Sabine „Bine“ Kern in der RTL-Soap Unter uns.
Ela Paul lebt in Köln.

## Filmografie (Auswahl)
- 2011–2012: Unter uns
- 2011: Pastewka (Fernsehserie, Gastauftritt)
- 2011: Das große Comeback
- 2012: Heiter bis tödlich: Henker & Richter (Fernsehserie, Folge Schmerzfrei)
- 2012: Hotel 13 (Fernsehserie, Gastauftritt)
- 2013: Terra X: Die Akte Medici (Gastauftritt als Bianca)
- 2013: Marie Brand und die offene Rechnung
- 2013: Heiter bis tödlich: Zwischen den Zeilen (Folge Elvis lebt)
- 2014: Die Mütter-Mafia
- 2014: Der letzte Bulle (Fernsehserie, Folge Die wollen nur spielen)
- 2015: SOKO Köln (Fernsehserie, Folge Rasender Puls)
- 2016: Wilsberg: In Treu und Glauben (Fernsehserie)
- 2017: Die Spezialisten – Im Namen der Opfer (Fernsehserie, Folge Auge um Auge)
- 2017: Heldt (Fernsehserie, Folge Besuch aus dem Jenseits)
- 2017: Dieter Not Unhappy
- 2018: Was uns nicht umbringt
- 2018: Hotel Heidelberg: … Vater sein dagegen sehr
- 2018: Billy Kuckuck – Margot muss bleiben!

## Synchronisation (Auswahl)
- 2012: Girls und Panzer: für Mikako Takahashi, als Yuzu Koyama
- 2015: Girls und Panzer: Der Film: für Mikako Takahashi, als Yuzu Koyama